# デメトリアス・アンドラーデ
デメトリアス・アンドラーデ（Demetrius Andrade、1988年2月26日 - ）は、アメリカ合衆国のプロボクサー。ロードアイランド州プロビデンス出身。元WBA・WBO世界スーパーウェルター級王者。元WBO世界ミドル級王者。世界2階級制覇王者。

## 来歴

### アマチュア時代
6歳からボクシングを始めた。
2005年3月、全米選手権にウェルター級(69kg)で出場し、準決勝でオースティン・トラウト、決勝でダニエル・ジェイコブスを破り優勝。ナショナルゴールデングローブにウェルター級(69kg)で出場するが決勝でブラッド・ソロモンに敗退。
2006年3月、全米選手権にウェルター級(69kg)で出場し2連覇を達成した。ナショナル・ゴールデングローブにウェルター級(69kg)で出場し優勝。
2007年6月、全米選手権にウェルター級(69kg)で出場するが準決勝で敗退。ナショナル・ゴールデングローブにウェルター級(69kg)で出場し2連覇を果たす。
2007年7月、ブラジルリオデジャネイロで行われたパンアメリカン競技大会ウェルター級部門に出場、準決勝でディエゴ・ガブリエル・チャベスを破るが、決勝でブラジル人選手に7-6の僅差判定で敗れ、銀メダルを獲得した。
2007年には北京オリンピックのアメリカ合衆国代表選考会ウェルター級 (69kg)決勝でキース・サーマンを破り、世界ボクシング選手権で優勝し北京オリンピック出場を決めた。
2008年8月、北京オリンピックにウェルター級(69kg)で出場するが準々決勝で金貞柱に敗れた。
アンドラーデはスター・ボクシングとバナー・プロモーションズとも契約しプロに転向した。アマチュア時代の戦績は不明。

### プロ時代
トレーナーにはデビット・キーファーが付いた。小さい頃からずっと指導していた父のパウルがアシスタントトレーナーになった。
2008年10月23日、ワシントン州エアウェイ・ハイツのノーザン・クエスト・リゾート・アンド・カジノでパトリック・ケイプと対戦し、2回24秒TKO勝ちを収めデビュー戦を制した。
2013年11月9日、テキサス州コーパスクリスティのアメリカン・バンク・センターでバネス・マーティロスヤンとWBO世界スーパーウェルター級王座決定戦を行い、初回にアンドラーデはプロ初ダウンを喫したが巻き返して2-1 (117-110、114-113、112-115) の僅差の判定勝ちを収め王座獲得に成功した。
2014年6月14日、ニューヨークバークレイズ・センターでWBOインターコンチネンタルスーパーウェルター級王者で指名挑戦者のブライアン・ローズと対戦し、7回1分19秒TKO勝ちを収め初防衛に成功した。この試合でアンドラーデは20万ドル（約2200万円）、ローズは10万ドル（約1100万円）のファイトマネーを稼いだ。
2014年12月13日、MGMグランド・ガーデン・アリーナにて、アミール・カーンVSデボン・アレクサンダーの前座でジャーメル・チャーロと対戦予定だったがアンドラーデが申し出のあったファイトマネー55万ドルでは納得しなかったため交渉が決裂、試合は中止となった。
2015年7月29日、バナー・プロモーションズとスター・ボクシングが専属契約中のアンドラーデに対して引き抜き工作を行ったとしてジェイ・Zのロック・ネイション・スポーツを2000万ドルの損害賠償を求めて提訴した。訴状によると、バナー・プロモーションズとスター・ボクシングはショウタイムとジャーメル・チャーロ戦を含めた3試合分の放送契約を交渉していたが、ロック・ネイション・スポーツはアンドラーデへ試合をした場合のファイトマネーと同額の55万ドルを支払う代わりにジャーメル・チャーロと対戦しないよう働きかけ、アンドラーデの引き抜きとHBOへの移籍を画策していたとのこと。
2015年7月31日、上述のジャーメル・チャーロとの対戦交渉決裂を含めの2度目の防衛戦の対戦交渉が合意に至らず、WBOからバナー・プロモーションズとスター・ボクシングに対する警告があったものの、アンドラーデがブライアン・ローズ戦以降一度も試合をしていない為、王者が9ヵ月以内に防衛戦を行わない場合に王座を剥奪するというWBOルールに則って王座を剥奪された。
2015年8月6日、ジャーメル・チャーロと対戦しなかったにもかかわらず、約束の55万ドルを支払わなかったとしてアンドラーデはロック・ネイション・スポーツを提訴した。
2016年6月11日、ニューヨーク州ヴェローナのターニング・ストーン・リゾート・アンド・カジノ内ターニング・ストーン・イベント・センターにてWBC世界スーパーウェルター級10位のウィリー・ネルソンとWBC世界スーパーウェルター級挑戦者決定戦を行い、12回1分38秒TKO勝ちを収めジャーメル・チャーロへの挑戦権獲得に成功した。
2016年11月5日にWBA世界スーパーウェルター級レギュラー王者のジャック・クルカイとの試合がポツダムのMBSアレーナ・ポツダムで行われる予定だったが、アンドラーデ陣営がWBAが設定した期限を過ぎても契約書に一切署名をしなかった為、試合は中止となった。
2017年3月11日、ルートヴィヒスハーフェン・アム・ラインのフリードリヒ・エーベルト・ハレでWBA世界スーパーウェルター級レギュラー王者のジャック・クルカイに挑戦し、12回2-1 (116-112×2、113-115) の判定勝ちを収め王座返り咲きに成功した。
2017年9月、テレビ局のHBOと3試合契約を交わした。
2017年10月21日、ニューヨーク州ヴェローナのターニング・ストーン・リゾート・アンド・カジノ内ターニング・ストーン・イベント・センターでアランテス・フォックスとABOインターコンチネンタルミドル級王座決定戦を行い、12回3-0（118-110、118-109、116-111）の判定勝ちを収め王座を獲得した。この試合後、HBOは2試合目のオプションを行使しないことを決め、アンドラーデはHBOとの契約を解除された。
2017年10月22日、ミドル級に転向するためにWBA世界スーパーウェルター級レギュラー王座を返上した。
2018年6月28日、アンドラーデがバナー・プロモーションズとスター・ボクシングから自身の2019年までの契約を買い取り、プロモーションから離脱しフリーエージェントとなり、同年7月18日にエディー・ハーンのマッチルーム・スポーツ・USAと契約した。
2018年7月12日、WBOはWBO世界ミドル級王者のビリー・ジョー・ソーンダースとWBO世界ミドル級2位のアンドラーデに対し指名試合で対戦するよう指令を出し、10日以内に対戦の合意に達しない場合は入札を行うことを通達した。
2018年9月26日、同年8月30日にシェフィールドで受けていたVADAによる抜き打ちの薬物検査においてソーンダースに禁止薬物の興奮剤オキシロフリンが検出されたことが発表され、10月9日にマサチューセッツ州アスレチック・コミッションがソーンダースに試合出場のライセンスを認めない決定を下したことで試合が正式に中止された。
2018年10月20日、ボストンのTDガーデンでWBO世界ミドル級2位でWBOアフリカミドル級王者のウォルター・カウトンドグワとWBO世界ミドル級王座決定戦を行い、12回3-0 (120-104×2、119-105) の判定勝ちを収め2階級制覇を達成した。
2018年12月6日、携帯許可を得ずに拳銃を携帯していたとして逮捕された。
2019年1月18日、マディソン・スクエア・ガーデン内フールー・シアターでアルツール・アカボフと対戦し、12回2分36秒TKO勝ちを収め初防衛に成功した。
2019年1月22日、WBOはソーンダースが行った社会奉仕活動と抜き打ち薬物検査をパスした実績を認め、ソーンダースのランキング除外処分を取り下げて、アンドラーデの指名挑戦者にすると発表した。
2019年6月29日、ロードアイランド州のダンキンドーナツセンターでマチェック・スレッキと対戦し、12回3-0 (3者共120-107) の判定勝ちを収め2度目の防衛に成功した。
2020年1月30日、マイアミのメリディアン・アット・アイランド・ガーデンズでWBO世界ミドル級3位のルーク・キーラーと対戦し、9回2分59秒TKO勝ちを収め3度目の防衛に成功した。
2020年11月20日、ダスティ・エルナンデス・ハリソンと1週間後の27日に対戦する予定だったが、ハリソンが新型コロナウイルスの陽性反応が出たため試合中止になった
。
2021年4月17日、フロリダ州のセミノール・ハード・ロック・ホテル・アンド・カジノ内にあるハード・ロック・ライブでリアム・ウィリアムスと対戦し、12回3-0（116-111、118-109×2）判定勝ちを収め4度目の防衛に成功した。
2021年5月8日、サウル・アルバレスvsビリー・ジョー・ソーンダースの試合後会見に乱入してアルバレスに対戦をアピールした。
2021年11月19日、ニューハンプシャー州マンチェスターでWBO世界ミドル級10位のジェイソン・クィグリーと対戦し、2回2分24秒TKO勝ちを収め5度目の防衛に成功した。
2022年5月2日、イギリスでザック・パーカーと5月21日に対戦することが決まっていたが、アンドラーデがトレーニング中に右肩を負傷したため試合が延期された。この後、マッチルーム・スポーツを離脱した。
2022年8月30日、WBO世界ミドル級王座を返上した。
2023年1月7日、ワシントンD.C.のキャピタル・ワン・アリーナにて1年2ヶ月ぶりの復帰戦としてWBAスーパーミドル級8位のデモンド・ニコルソンと対戦し、10回3-0（100-89×3）の判定勝ちを収めた。
2023年11月25日、ラスベガスのミケロブ・ウルトラ・アリーナにてWBC世界スーパーミドル級暫定王者のデビッド・ベナビデスに挑戦し、6回終了時にアンドラーデ陣営が棄権を申し出たことによりプロ初黒星となるTKO負けを喫し王座獲得と3階級制覇に失敗した。

## 戦績
- プロボクシング：33戦 32勝 (19KO) 1敗

| 戦           | 日付           | 勝敗 | 時間     | 内容    | 対戦相手                       | 国籍           | 備考                                                |
| ------------ | -------------- | ---- | -------- | ------- | ------------------------------ | -------------- | --------------------------------------------------- |
| 1            | 2008年10月23日 | ☆    | 2R 0:24  | TKO     | パトリック・ケイプ             | アメリカ合衆国 | プロデビュー戦                                      |
| 2            | 2008年11月29日 | ☆    | 4R 0:50  | TKO     | エリック・マリオット           | アメリカ合衆国 |                                                     |
| 3            | 2009年3月6日   | ☆    | 1R 1:53  | TKO     | トム・ジョセフ                 | アメリカ合衆国 |                                                     |
| 4            | 2009年3月20日  | ☆    | 2R 2:53  | KO      | アルヌルフォ・ハビエル・ロメロ | メキシコ       |                                                     |
| 5            | 2009年6月19日  | ☆    | 4R       | 判定3-0 | トニー・ハーシュ               | アメリカ合衆国 |                                                     |
| 6            | 2009年8月1日   | ☆    | 2R 1:38  | KO      | チャド・グリーンリーフ         | アメリカ合衆国 |                                                     |
| 7            | 2009年9月4日   | ☆    | 6R 2:33  | TKO     | ジョン・ウィリアムス           | アメリカ合衆国 |                                                     |
| 8            | 2009年10月3日  | ☆    | 6R       | 判定3-0 | クリス・チャットマン           | アメリカ合衆国 |                                                     |
| 9            | 2010年1月15日  | ☆    | 1R 1:18  | KO      | ベルナルド・ゲレカ             | アメリカ合衆国 |                                                     |
| 10           | 2010年4月2日   | ☆    | 6R       | 判定3-0 | ジェフリー・スプルイエル       | アメリカ合衆国 |                                                     |
| 11           | 2010年9月15日  | ☆    | 2R 2:55  | KO      | デイブ・サンダース             | アメリカ合衆国 |                                                     |
| 12           | 2011年1月7日   | ☆    | 8R       | 判定3-0 | アルベルト・エレーラ           | アメリカ合衆国 |                                                     |
| 13           | 2011年4月22日  | ☆    | 2R 1:31  | KO      | オマール・ベル                 | ジャマイカ     |                                                     |
| 14           | 2011年8月19日  | ☆    | 10R      | 判定3-0 | グレイディー・ブリューワー     | アメリカ合衆国 |                                                     |
| 15           | 2011年9月21日  | ☆    | 3R 終了  | TKO     | サウル・デュラン               | メキシコ       |                                                     |
| 16           | 2012年2月10日  | ☆    | 2R 1:39  | TKO     | アンヘル・エルナンデス         | メキシコ       |                                                     |
| 17           | 2012年5月5日   | ☆    | 1R 3:00  | KO      | ルディ・シスネロス             | アメリカ合衆国 |                                                     |
| 18           | 2012年9月20日  | ☆    | 2R 終了  | TKO     | アレクシス・ホロス             | アメリカ合衆国 |                                                     |
| 19           | 2013年1月25日  | ☆    | 10R      | 判定3-0 | フレディ・エルナンデス         | メキシコ       |                                                     |
| 20           | 2013年11月9日  | ☆    | 12R      | 判定2-1 | バネス・マーティロスヤン       | アルメニア     | WBO世界スーパーウェルター級王座決定戦               |
| 21           | 2014年6月14日  | ☆    | 7R 1:19  | TKO     | ブライアン・ローズ             | イギリス       | WBO防衛1                                            |
| 22           | 2015年10月17日 | ☆    | 2R 0:50  | TKO     | ダリオ・ファビアン・プチェタ   | アルゼンチン   | WBOインターナショナルスーパーウェルター級王座決定戦 |
| 23           | 2016年6月11日  | ☆    | 12R 1:38 | TKO     | ウィリー・ネルソン             | アメリカ合衆国 |                                                     |
| 24           | 2017年3月11日  | ☆    | 12R      | 判定2-1 | ジャック・クルカイ             | ドイツ         | WBA世界スーパーウェルター級タイトルマッチ           |
| 25           | 2017年10月21日 | ☆    | 12R      | 判定3-0 | アランテス・フォックス         | アメリカ合衆国 |                                                     |
| 26           | 2018年10月20日 | ☆    | 12R      | 判定3-0 | ウォルター・カウトンドクワ     | ナミビア       | WBO世界ミドル級王座決定戦                           |
| 27           | 2019年1月18日  | ☆    | 12R 2:36 | TKO     | アルツール・アカボフ           | ロシア         | WBO防衛1                                            |
| 28           | 2019年6月29日  | ☆    | 12R      | 判定3-0 | マチェ・スレッキ               | ポーランド     | WBO防衛2                                            |
| 29           | 2020年1月30日  | ☆    | 9R 2:59  | TKO     | ルーク・キーラー               | アイルランド   | WBO防衛3                                            |
| 30           | 2021年4月17日  | ☆    | 12R      | 判定3-0 | リアム・ウィリアムス           | イギリス       | WBO防衛4                                            |
| 31           | 2021年11月19日 | ☆    | 2R 2:24  | TKO     | ジェイソン・クイグリー         | アイルランド   | WBO防衛5                                            |
| 32           | 2023年1月7日   | ☆    | 10R      | 判定3-0 | デモンド・ニコルソン           | アメリカ合衆国 |                                                     |
| 33           | 2023年11月25日 | ★    | 6R 終了  | TKO     | デビッド・ベナビデス           | アメリカ合衆国 | WBC暫定・世界スーパーミドル級タイトルマッチ         |
| テンプレート |                |      |          |         |                                |                |                                                     |

## 獲得タイトル
- WBO世界スーパーウェルター級王座（防衛1=剥奪）
- WBA世界スーパーウェルター級レギュラー王座（防衛0=返上）
- ABOインターコンチネンタルミドル級王座
- WBO世界ミドル級王座（防衛5=返上）